# Codice ATC A13
Il codice ATC A13 "Tonici" è un sottogruppo del sistema di classificazione Anatomico Terapeutico e Chimico, un sistema di codici alfanumerici sviluppato dall'OMS per la classificazione dei farmaci e altri prodotti medici. Il sottogruppo A13 fa parte del gruppo anatomico A, farmaci per l'apparato digerente e del metabolismo.
Codici per uso veterinario (codici ATCvet) possono essere creati, ponendo la lettera Q di fronte al codice ATC umano: QA13...
Numeri nazionali della classificazione ATC possono includere codici aggiuntivi non presenti in questa lista, che segue la versione OMS.

## A13A Tonico
Questo gruppo è vuoto.